# Бумімітра
Бумімітра — індійський правитель, син і наступник Васудеви, засновника династії Канва.